# Astreopora gracilis
Astreopora gracilis är en korallart som beskrevs av Bernard 1896. Astreopora gracilis ingår i släktet Astreopora och familjen Acroporidae. IUCN kategoriserar arten globalt som livskraftig. Inga underarter finns listade i Catalogue of Life.